# Pseudoholophylla
Pseudoholophylla är ett släkte av skalbaggar. Pseudoholophylla ingår i familjen Melolonthidae.
Kladogram enligt Catalogue of Life:
| Pseudoholophylla | \| \| Pseudoholophylla castaneipennis \| \| \| \| \| \| Pseudoholophylla cavifrons \| \| \| \| |
|                  | \| \| Pseudoholophylla castaneipennis \| \| \| \| \| \| Pseudoholophylla cavifrons \| \| \| \| |
|                  | Pseudoholophylla castaneipennis                                                                |
|                  |                                                                                                |
|                  | Pseudoholophylla cavifrons                                                                     |
|                  |                                                                                                |